# Solmisatie
 Solmisatie is het zingen van muziek zonder tekst en direct van het blad. Het dient hetzelfde doel als solfège: het vergroten van de trefzekerheid in ritme en melodie en de verbetering van het muzikaal gehoor. Het verschil is echter dat bij de solmisatie-oefening gebruik wordt gemaakt van de Guidonische lettergrepen do-re-mi-fa-so-la-si-do in plaats van de benoeming van de tonen met de letters A t/m G, die eigenlijk gereserveerd zijn voor de stamtonen. Het voordeel is dat de lettergrepen relatief zijn en voor do elke toon kan worden gekozen. Opgemerkt moet nog worden dat in de reeks so gebruikt wordt in plaats van de vroegere sol en dat ook vaak si vervangen wordt door de lettergreep ti.
Hoewel do-re-mi doorgaans als een relatief systeem wordt gebruikt, wordt in sommige landen de benaming do-re-mi ook absoluut gebruikt, waarbij 'do' een 'c' is. Dit resulteert dan in de volgende relatie tussen het "relatieve" en "absolute" systeem van toonnamen:

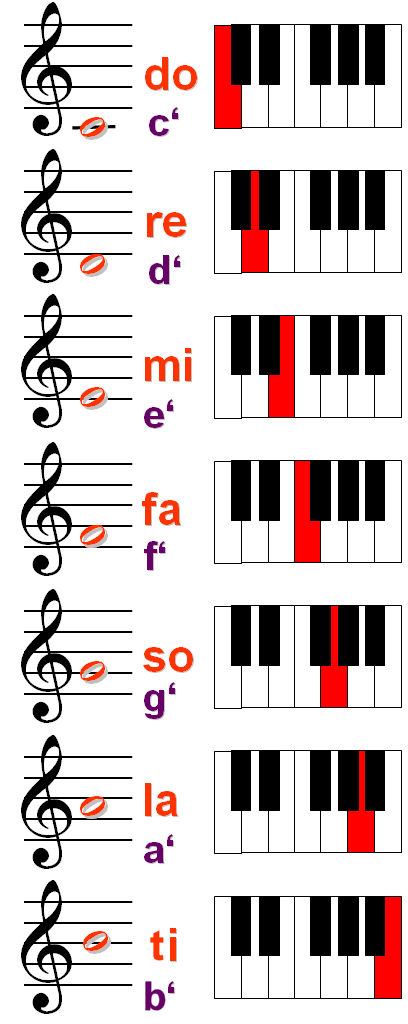
Corresponderende benamingen. In Duitstalige gebieden wordt in plaats van 'b' gesproken van 'h', en wordt 'ti' soms 'si' genoemd.